# 올림픽 태권도 메달리스트 목록
태권도는 올림픽 경기 종목 중 하나이다. 1988년과 1992년에 시범 종목으로 채택된 태권도는 1994년 9월 4일 프랑스 파리에서 열린 제103차 IOC 총회에서 태권도가 올림픽 정식 종목에 포함되었고 오스트레일리아 시드니에서 열린 2000년 하계 올림픽부터 적용되었다. 정식 종목 채택 당시에는 국제 올림픽 위원회(IOC)가 출전 선수를 128명으로 제한했고 세계 태권도 선수권 대회처럼 8종목이 아닌 플라이급, 페더급, 미들급, 헤비급 총 4종목만 진행하기로 결정하였다. 또한 2012년 하계 올림픽까지는 특정 국가의 독주를 막기 위해 한 나라에서 최대 4개의 종목에만 나갈 수 있었다. 하지만 세계태권도연맹이 2016년 하계 올림픽부터 태권도 랭킹에 따른 자동출전권을 부여하며 한 국가가 최대 8종목 모두 나갈 수 있게 되었다.
경기 규칙은 세계 태권도 연맹이 지정한 방식으로 진행한다. 싱글 엘리미네이션 토너먼트로 진행하여 금메달과 은메달을 결정하고 동메달은 패자부활전으로 결정한다. 16강이나 8강전에서 결승에 오른 선수에게 패배한 선수가 패자부활전 출전 자격을 얻는다. 이후 준결승전에서 패배한 선수와 동메달 결정전을 치러 승리한 2명에게 동메달을 수여한다. 다만 2000년과 2004년에는 승리한 2명이 한번 더 경기를 하여 승리한 선수에게만 동메달을 수여했다.
이란의 하디 사에이, 미국의 스티븐 로페스, 대한민국의 황경선, 멕시코의 마리아 에스피노사, 그리고 태국의 파니팍 옹파타나낏은 총 3개의 메달을 획득한 올림픽 태권도 최대 메달리스트들이다. 특히 황경선은 여성 최초로 올림픽 태권도에서 3개의 메달을 획득한 선수다. 하디 사에이, 스티븐 로페스, 황즈슝, 이대훈, 그리고 알렉세이 데니센코는 2개 체급에서 메달을 획득하였다. 최연소 메달리스트는 중화 타이베이의 지수루 선수로 당시 나이는 만 17세 10개월 1일이었다. 최고령 메달리스트는 이란의 하디 사에이로 당시 나이는 만 32세 2개월 13일이었다. 최다 메달 획득 가문은 로페스 가문이다. 스티븐 로페스는 총 5번 출전하여 금메달 2개, 동메달 1개를 획득했고, 동생인 마크 로페스와 다이애나 로페스도 2008년 하계 올림픽 태권도에 참가하여 각각 은메달과 동메달을 획득했다.
일부 국가에서는 태권도를 통해, 그 나라의 스포츠 사상 첫 올림픽 메달을 따내기도 한다. 쩐히에우응언은 2000년에 은메달을 획득하였다. 이는 베트남의 첫 번째 올림픽 메달이다. 로훌라 니크파이는 2008년에 동메달을 획득하며 아프가니스탄의 첫 번째 메달리스트가 되었다. 또한 앙토니 오바메는 2012년 은메달을 획득하며 가봉의 첫 번째 메달리스트가 되었다.
천스신과 주무옌은 2004년 금메달을 획득했다. 이는 중화 타이베이의 올림픽 사상 첫 번째 및 두 번째 금메달이다. 이때 정치적 문제로 중화민국이나 타이완이 아닌 중화 타이베이 선수로 금메달을 획득하며 국기와 국가가 없이 시상하여 화제가 되었다. 셰이크 살라 시세 또한 2016년에 금메달을 획득하며 코트디부아르의 첫 번째 금메달리스트가 되었다.아흐마드 아부가우시또한 요르단 대표로 참가하여 첫 메달을 획득했고, 압둘 라자크 이수푸도 니제르 대표로 참가하여 첫 은메달을 획득했다. 파니팍 옹파타나낏은 2021년과 2024년에 각각 금메달을 획득하며 태국 최초로 2연패를 달성한 선수가 되었다. 키미아 알리자데는 2016년에 동메달을 획득했다. 이는 이란이 여성 선수를 출전허용한 1992년 하계 올림픽 이후로 24년만에 획득한 첫 여성 선수 메달리스트이다. 이후 망명하여 2021년에는 난민 선수단으로 참가했고, 2024년에는 불가리아소속으로 출전해 불가리아의 첫 태권도 종목에서 동메달을 획득했다. 한편 키미아와 같은 종목에 출전한 이란의 나히드 키아니가 은메달을 획득하며 이란 최초의 여성 은메달리스트가 되었다.
대한민국이 25개(금메달 14개, 은메달 3개, 동메달 8개)의 메달을 획득하여 1위를 기록하고 있다. 이어서 중화인민공화국이 13개(금메달 7개, 은메달 2개, 동메달 4개)의 메달로 2위를 기록하고 있다.
| 목차                                 | 목차                                                                 |
| ------------------------------------ | -------------------------------------------------------------------- |
| 남자                                 | 58kg급(플라이급) • 68kg급(페더급) • 80kg급(미들급) • +80kg급(헤비급) |
| 여자                                 | 49kg급(플라이급) • 57kg급(페더급) • 67kg급(미들급) • +67kg급(헤비급) |
| 메달 집계 선수별 순위 같이 보기 참조 |                                                                      |

## 남자

### 58kg급(플라이급)

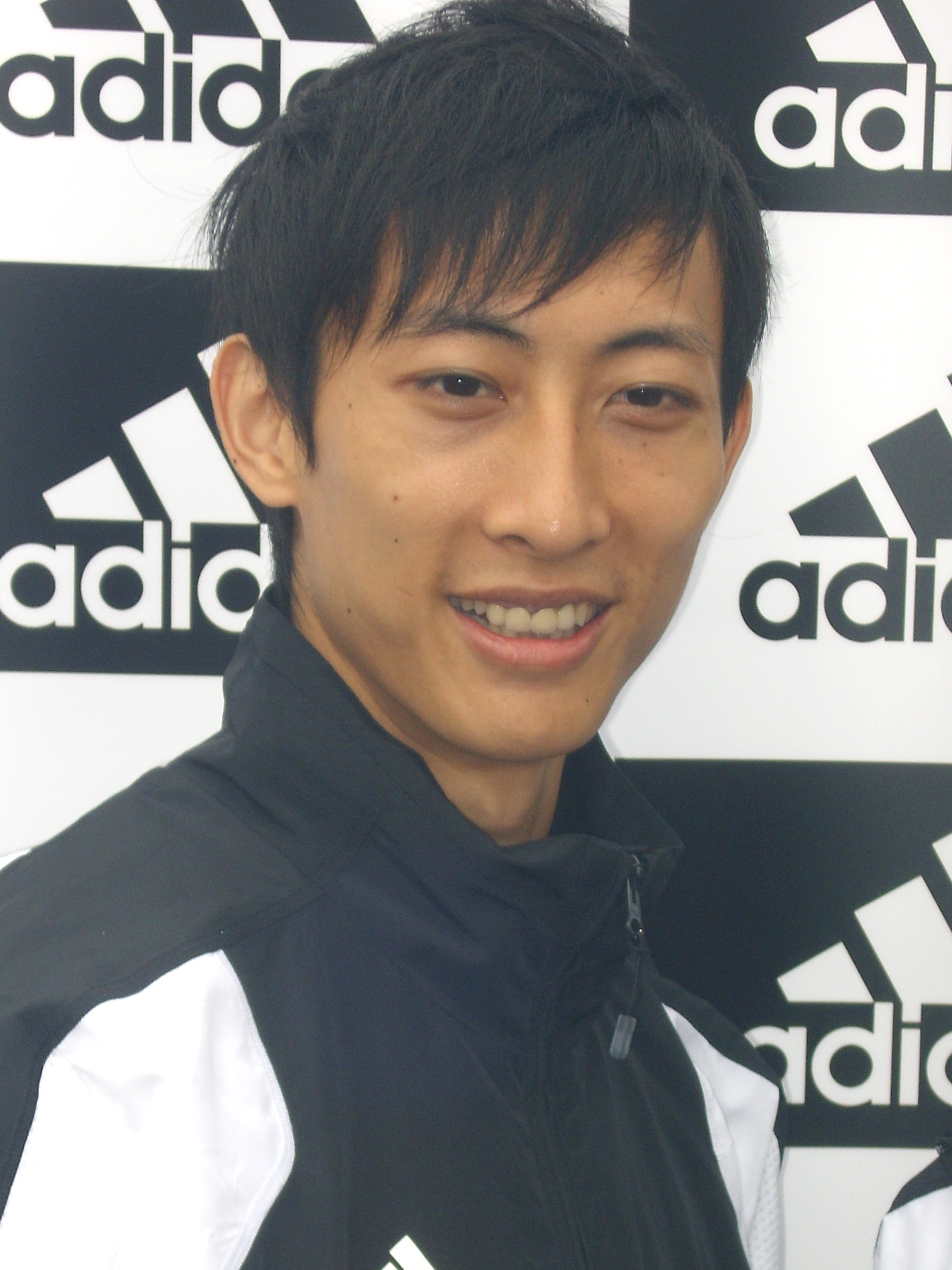
주무옌은 2004년 58kg급에 참가하여 금메달을 획득했다.

| 종목                       | 금                        | 은                                    | 동                                         |
| -------------------------- | ------------------------- | ------------------------------------- | ------------------------------------------ |
| 2000 시드니 자세히         | 미하일 무루초스 · 그리스  | 가브리엘 에스파르사 · 스페인          | 황즈슝 · 중화 타이베이                     |
| 2004 아테네 자세히         | 주무옌 · 중화 타이베이    | 오스카르 살라사르 · 멕시코            | 타메르 바유미 · 이집트                     |
| 2008 베이징 자세히         | 기예르모 페레스 · 멕시코  | 가브리엘 메르세데스 · 도미니카 공화국 | 로훌라 니크파이 · 아프가니스탄             |
| 2008 베이징 자세히         | 기예르모 페레스 · 멕시코  | 가브리엘 메르세데스 · 도미니카 공화국 | 주무옌 · 중화 타이베이                     |
| 2012 런던 자세히           | 호엘 곤살레스 · 스페인    | 이대훈 · 대한민국                     | 알렉세이 데니센코 · 러시아                 |
| 2012 런던 자세히           | 호엘 곤살레스 · 스페인    | 이대훈 · 대한민국                     | 오스카르 무뇨스 · 콜롬비아                 |
| 2016 리우데자네이루 자세히 | 자오솨이 · 중화인민공화국 | 테윈 한쁘랍 · 태국                    | 루이시토 피에 · 도미니카 공화국            |
| 2016 리우데자네이루 자세히 | 자오솨이 · 중화인민공화국 | 테윈 한쁘랍 · 태국                    | 김태훈 · 대한민국                          |
| 2020 도쿄 자세히           | 비토 델라퀼라 · 이탈리아  | 무함마드 할릴 젠두비 · 튀니지         | 미하일 아르타모노프 · 러시아 올림픽 위원회 |
| 2020 도쿄 자세히           | 비토 델라퀼라 · 이탈리아  | 무함마드 할릴 젠두비 · 튀니지         | 장준 · 대한민국                            |
| 2024 파리 자세히           | 박태준 · 대한민국         | 가슴 마고메도프 · 아제르바이잔        | 시리안 라베 · 프랑스                       |
| 2024 파리 자세히           | 박태준 · 대한민국         | 가슴 마고메도프 · 아제르바이잔        | 무함마드 할릴 젠두비 · 튀니지              |

### 68kg급(페더급)

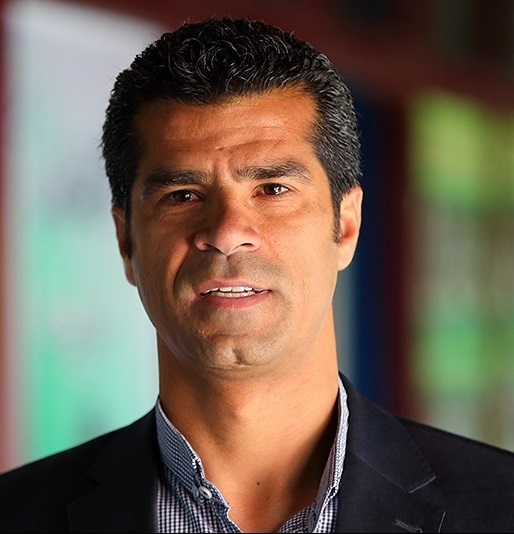
하디 사에이는 올림픽에 총 3번 참가하여 금메달 2개, 동메달 1개를 획득했다.

| 종목                       | 금                                 | 은                              | 동                             |
| -------------------------- | ---------------------------------- | ------------------------------- | ------------------------------ |
| 2000 시드니 자세히         | 스티븐 로페스 · 미국               | 신준식 · 대한민국               | 하디 사에이 · 이란             |
| 2004 아테네 자세히         | 하디 사에이 · 이란                 | 황즈슝 · 중화 타이베이          | 송명섭 · 대한민국              |
| 2008 베이징 자세히         | 손태진 · 대한민국                  | 마크 로페스 · 미국              | 세르베트 타제귈 · 튀르키예     |
| 2008 베이징 자세히         | 손태진 · 대한민국                  | 마크 로페스 · 미국              | 쑹위치 · 중화 타이베이         |
| 2012 런던 자세히           | 세르베트 타제귈 · 튀르키예         | 모함마드 바게리 모타메드 · 이란 | 테런스 제닝스 · 미국           |
| 2012 런던 자세히           | 세르베트 타제귈 · 튀르키예         | 모함마드 바게리 모타메드 · 이란 | 로훌라 니크파이 · 아프가니스탄 |
| 2016 리우데자네이루 자세히 | 아흐마드 아부가우시 · 요르단       | 알렉세이 데니센코 · 러시아      | 호엘 곤살레스 · 스페인         |
| 2016 리우데자네이루 자세히 | 아흐마드 아부가우시 · 요르단       | 알렉세이 데니센코 · 러시아      | 이대훈 · 대한민국              |
| 2020 도쿄 자세히           | 울루그베크 라시토프 · 우즈베키스탄 | 브래들리 신든 · 영국            | 하칸 레치베르 · 튀르키예       |
| 2020 도쿄 자세히           | 울루그베크 라시토프 · 우즈베키스탄 | 브래들리 신든 · 영국            | 자오솨이 · 중화인민공화국      |
| 2024 파리 자세히           | 울루그베크 라시토프 · 우즈베키스탄 | 자이드 카림 · 요르단            | 량위솨이 · 중화인민공화국      |
| 2024 파리 자세히           | 울루그베크 라시토프 · 우즈베키스탄 | 자이드 카림 · 요르단            | 이지바우 폰치스 · 브라질       |

### 80kg급(미들급)

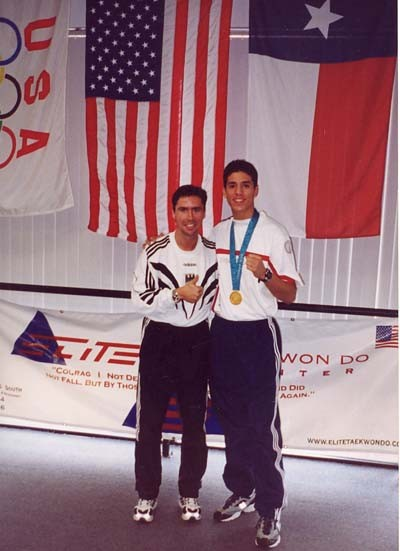
스티븐 로페스는 2000년부터 2016년까지 5번 참가하여 금메달 2개, 동메달 1개를 획득했다.

| 종목                       | 금                                   | 은                           | 동                           |
| -------------------------- | ------------------------------------ | ---------------------------- | ---------------------------- |
| 2000 시드니 자세히         | 앙헬 마토스 · 쿠바                   | 파이살 에브누탈리브 · 독일   | 빅토르 에스트라다 · 멕시코   |
| 2004 아테네 자세히         | 스티븐 로페스 · 미국                 | 바흐리 탄르쿨루 · 튀르키예   | 유세프 카라미 · 이란         |
| 2008 베이징 자세히         | 하디 사에이 · 이란                   | 마우로 사르미엔토 · 이탈리아 | 주궈 · 중화인민공화국        |
| 2008 베이징 자세히         | 하디 사에이 · 이란                   | 마우로 사르미엔토 · 이탈리아 | 스티븐 로페스 · 미국         |
| 2012 런던 자세히           | 세바스티안 크리스마니치 · 아르헨티나 | 니콜라스 가르시아 · 스페인   | 마우로 사르미엔토 · 이탈리아 |
| 2012 런던 자세히           | 세바스티안 크리스마니치 · 아르헨티나 | 니콜라스 가르시아 · 스페인   | 루탈로 무함마드 · 영국       |
| 2016 리우데자네이루 자세히 | 셰이크 살라 시세 · 코트디부아르      | 루탈로 무함마드 · 영국       | 밀라드 베이기 · 아제르바이잔 |
| 2016 리우데자네이루 자세히 | 셰이크 살라 시세 · 코트디부아르      | 루탈로 무함마드 · 영국       | 우사마 우살라티 · 튀니지     |
| 2020 도쿄 자세히           | 막심 흐람초프 · 러시아 올림픽 위원회 | 살리흐 알샤라바티 · 요르단   | 토니 카나에트 · 크로아티아   |
| 2020 도쿄 자세히           | 막심 흐람초프 · 러시아 올림픽 위원회 | 살리흐 알샤라바티 · 요르단   | 사이프 에이사 · 이집트       |
| 2024 파리 자세히           | 피라스 카투시 · 튀니지               | 메흐란 바르호르다리 · 이란   | 시모네 알레시오 · 이탈리아   |
| 2024 파리 자세히           | 피라스 카투시 · 튀니지               | 메흐란 바르호르다리 · 이란   | 에디 흐르니치 · 덴마크       |

### +80kg급(헤비급)

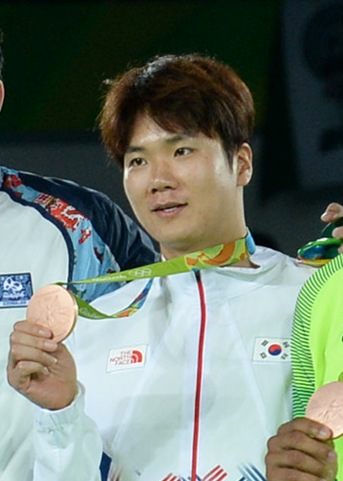
차동민은 2008년부터 2016년까지 올림픽에 3번 참가하여 2008년에는 금메달을 2016년에는 동메달을 획득했다.

| 종목                       | 금                                       | 은                                   | 동                              |
| -------------------------- | ---------------------------------------- | ------------------------------------ | ------------------------------- |
| 2000 시드니 자세히         | 김경훈 · 대한민국                        | 대니얼 트렌턴 · 오스트레일리아       | 파스칼 장틸 · 프랑스            |
| 2004 아테네 자세히         | 문대성 · 대한민국                        | 알렉산드로스 니콜라이디스 · 그리스   | 파스칼 장틸 · 프랑스            |
| 2008 베이징 자세히         | 차동민 · 대한민국                        | 알렉산드로스 니콜라이디스 · 그리스   | 치카 추크우메리제 · 나이지리아  |
| 2008 베이징 자세히         | 차동민 · 대한민국                        | 알렉산드로스 니콜라이디스 · 그리스   | 아르만 칠마노프 · 카자흐스탄    |
| 2012 런던 자세히           | 카를로 몰페타 · 이탈리아                 | 앙토니 오바메 · 가봉                 | 로벨리스 데스파이네 · 쿠바      |
| 2012 런던 자세히           | 카를로 몰페타 · 이탈리아                 | 앙토니 오바메 · 가봉                 | 류샤오보 · 중화인민공화국       |
| 2016 리우데자네이루 자세히 | 라디크 이사예프 · 아제르바이잔           | 압둘 라자크 이수푸 · 니제르          | 마이콩 시케이라 · 브라질        |
| 2016 리우데자네이루 자세히 | 라디크 이사예프 · 아제르바이잔           | 압둘 라자크 이수푸 · 니제르          | 차동민 · 대한민국               |
| 2020 도쿄 자세히           | 블라디슬라프 라린 · 러시아 올림픽 위원회 | 데얀 게오르기에프스키 · 북마케도니아 | 인교돈 · 대한민국               |
| 2020 도쿄 자세히           | 블라디슬라프 라린 · 러시아 올림픽 위원회 | 데얀 게오르기에프스키 · 북마케도니아 | 라파엘 알바 · 쿠바              |
| 2024 파리 자세히           | 아리안 살리미 · 이란                     | 케이든 커닝엄 · 영국                 | 라파엘 알바 · 쿠바              |
| 2024 파리 자세히           | 아리안 살리미 · 이란                     | 케이든 커닝엄 · 영국                 | 셰이크 살라 시세 · 코트디부아르 |

## 여자

### 49kg급(플라이급)

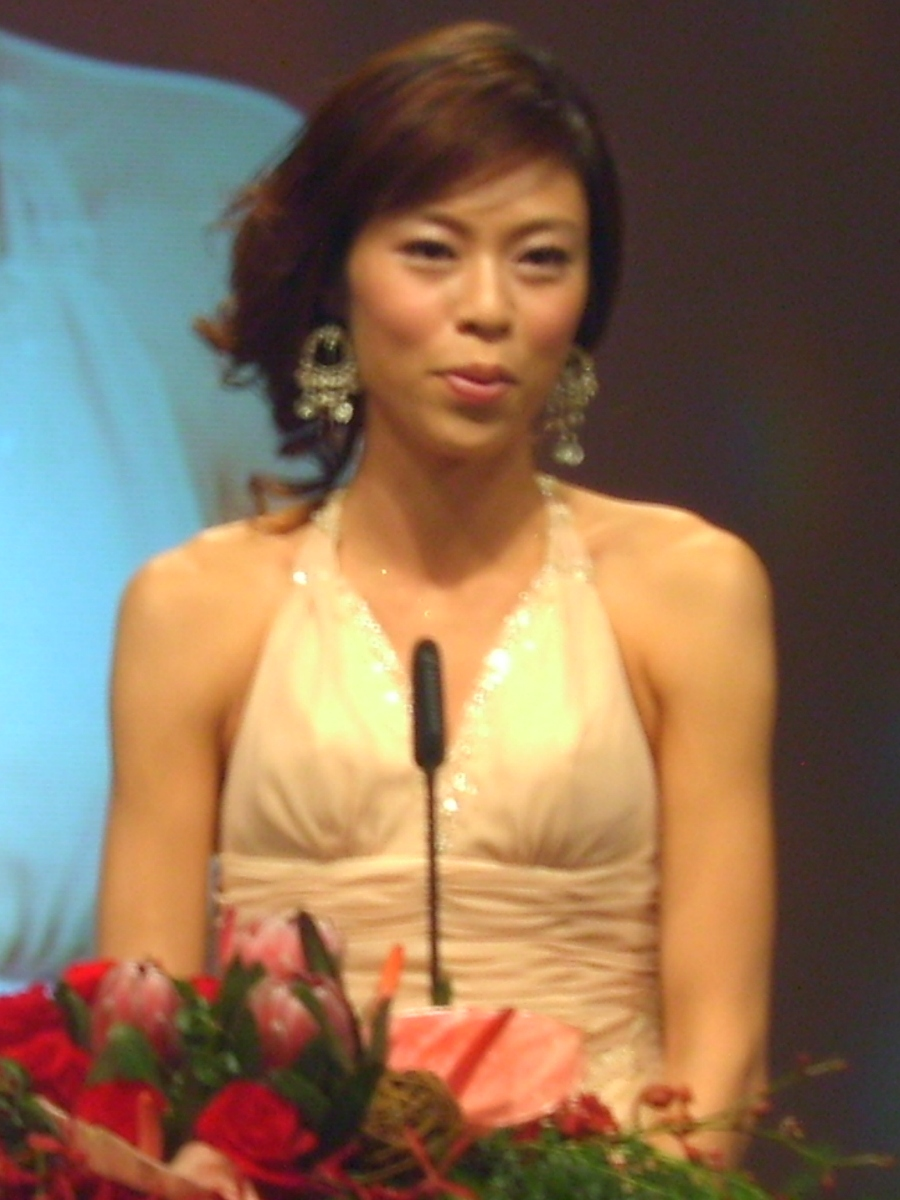
천스신은 2004년에 49kg급에 참가하여 중화 타이베이의 사상 첫 금메달을 획득했다.

| 종목                       | 금                         | 은                             | 동                                 |
| -------------------------- | -------------------------- | ------------------------------ | ---------------------------------- |
| 2000 시드니 자세히         | 로렌 번스 · 오스트레일리아 | 우비아 멜렌데스 · 쿠바         | 지수루 · 중화 타이베이             |
| 2004 아테네 자세히         | 천스신 · 중화 타이베이     | 야넬리스 라브라다 · 쿠바       | 야오와파 부라폰차이 · 태국         |
| 2008 베이징 자세히         | 우징위 · 중화인민공화국    | 붓리 프앗퐁 · 태국             | 다이넬리스 몬테호 · 쿠바           |
| 2008 베이징 자세히         | 우징위 · 중화인민공화국    | 붓리 프앗퐁 · 태국             | 달리아 콘트레라스 · 베네수엘라     |
| 2012 런던 자세히           | 우징위 · 중화인민공화국    | 브리히테 야궤 · 스페인         | 차나팁 손캄 · 태국                 |
| 2012 런던 자세히           | 우징위 · 중화인민공화국    | 브리히테 야궤 · 스페인         | 루치야 자니노비치 · 크로아티아     |
| 2016 리우데자네이루 자세히 | 김소희 · 대한민국          | 티야나 보그다노비치 · 세르비아 | 파티마트 아바카로바 · 아제르바이잔 |
| 2016 리우데자네이루 자세히 | 김소희 · 대한민국          | 티야나 보그다노비치 · 세르비아 | 파니팍 옹파타나낏 · 태국           |
| 2020 도쿄 자세히           | 파니팍 웡파타나낏 · 태국   | 아드리아나 세레소 · 스페인     | 티야나 보그다노비치 · 세르비아     |
| 2020 도쿄 자세히           | 파니팍 웡파타나낏 · 태국   | 아드리아나 세레소 · 스페인     | 아비샤그 셈베르그 · 이스라엘       |
| 2024 파리 자세히           | 파니팍 웡파타나낏 · 태국   | 궈칭 · 중화인민공화국          | 모비나 네마차데 · 이란             |
| 2024 파리 자세히           | 파니팍 웡파타나낏 · 태국   | 궈칭 · 중화인민공화국          | 레나 스토이코비치 · 크로아티아     |

### 57kg급(페더급)

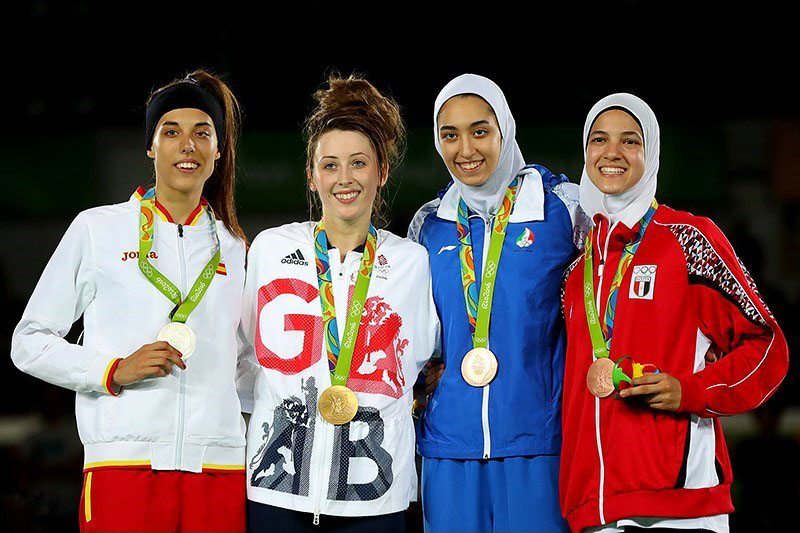
2016년 하계 올림픽 태권도 57kg급 대회 종료 후 수상자들이 사진을 찍고 있다. 왼쪽부터 에바 칼보, 제이드 존스, 키미아 알리자데, 헤디야 말라크

| 종목                       | 금                             | 은                                     | 동                             |
| -------------------------- | ------------------------------ | -------------------------------------- | ------------------------------ |
| 2000 시드니 자세히         | 정재은 · 대한민국              | 쩐히에우응언 · 베트남                  | 하미데 븍츤 토순 · 튀르키예    |
| 2004 아테네 자세히         | 장지원 · 대한민국              | 니아 압달라 · 미국                     | 이리디아 살라사르 · 멕시코     |
| 2008 베이징 자세히         | 임수정 · 대한민국              | 아지지 탄르쿨루 · 튀르키예             | 다이애나 로페스 · 미국         |
| 2008 베이징 자세히         | 임수정 · 대한민국              | 아지지 탄르쿨루 · 튀르키예             | 마르티나 주브치치 · 크로아티아 |
| 2012 런던 자세히           | 제이드 존스 · 영국             | 허우위줘 · 중화인민공화국              | 마를렌 아르누아 · 프랑스       |
| 2012 런던 자세히           | 제이드 존스 · 영국             | 허우위줘 · 중화인민공화국              | 쩡리청 · 중화 타이베이         |
| 2016 리우데자네이루 자세히 | 제이드 존스 · 영국             | 에바 칼보 · 스페인                     | 헤디야 말라크 · 이집트         |
| 2016 리우데자네이루 자세히 | 제이드 존스 · 영국             | 에바 칼보 · 스페인                     | 키미아 알리자데 · 이란         |
| 2020 도쿄 자세히           | 애너스테이시야 졸로티치 · 미국 | 타티야나 미니나 · 러시아 올림픽 위원회 | 뤄자링 · 중화 타이베이         |
| 2020 도쿄 자세히           | 애너스테이시야 졸로티치 · 미국 | 타티야나 미니나 · 러시아 올림픽 위원회 | 하티제 퀴브라 일귄 · 튀르키예  |
| 2024 파리 자세히           | 김유진 · 대한민국              | 나히드 키아니 · 이란                   | 스카일러 파크 · 캐나다         |
| 2024 파리 자세히           | 김유진 · 대한민국              | 나히드 키아니 · 이란                   | 키미아 알리자데 · 불가리아     |

### 67kg급(미들급)

황경선은 올림픽에 총 3번 참가하여 금메달 2개, 동메달 1개를 획득했다.

| 종목                       | 금                         | 은                             | 동                           |
| -------------------------- | -------------------------- | ------------------------------ | ---------------------------- |
| 2000 시드니 자세히         | 이선희 · 대한민국          | 트루데 군데르센 · 노르웨이     | 오카모토 요리코 · 일본       |
| 2004 아테네 자세히         | 뤄웨이 · 중화인민공화국    | 엘리사베트 미스타키두 · 그리스 | 황경선 · 대한민국            |
| 2008 베이징 자세히         | 황경선 · 대한민국          | 카린 세르제리 · 캐나다         | 글라디스 에팡그 · 프랑스     |
| 2008 베이징 자세히         | 황경선 · 대한민국          | 카린 세르제리 · 캐나다         | 산드라 샤리치 · 크로아티아   |
| 2012 런던 자세히           | 황경선 · 대한민국          | 누르 타타르 · 튀르키예         | 페이지 맥퍼슨 · 미국         |
| 2012 런던 자세히           | 황경선 · 대한민국          | 누르 타타르 · 튀르키예         | 헬레나 프롬 · 독일           |
| 2016 리우데자네이루 자세히 | 오혜리 · 대한민국          | 아비 니아레 · 프랑스           | 뤼트 그바그비 · 코트디부아르 |
| 2016 리우데자네이루 자세히 | 오혜리 · 대한민국          | 아비 니아레 · 프랑스           | 누르 타타르 · 튀르키예       |
| 2020 도쿄 자세히           | 마테아 옐리치 · 크로아티아 | 로런 윌리엄스 · 영국           | 뤼트 그바그비 · 코트디부아르 |
| 2020 도쿄 자세히           | 마테아 옐리치 · 크로아티아 | 로런 윌리엄스 · 영국           | 헤디야 말라크 · 이집트       |
| 2024 파리 자세히           | 마르톤 비비어너 · 헝가리   | 알렉산드라 페리시치 · 세르비아 | 크리스티나 티치아웃 · 미국   |
| 2024 파리 자세히           | 마르톤 비비어너 · 헝가리   | 알렉산드라 페리시치 · 세르비아 | 사라 샤리 · 벨기에           |

### +67kg급(헤비급)

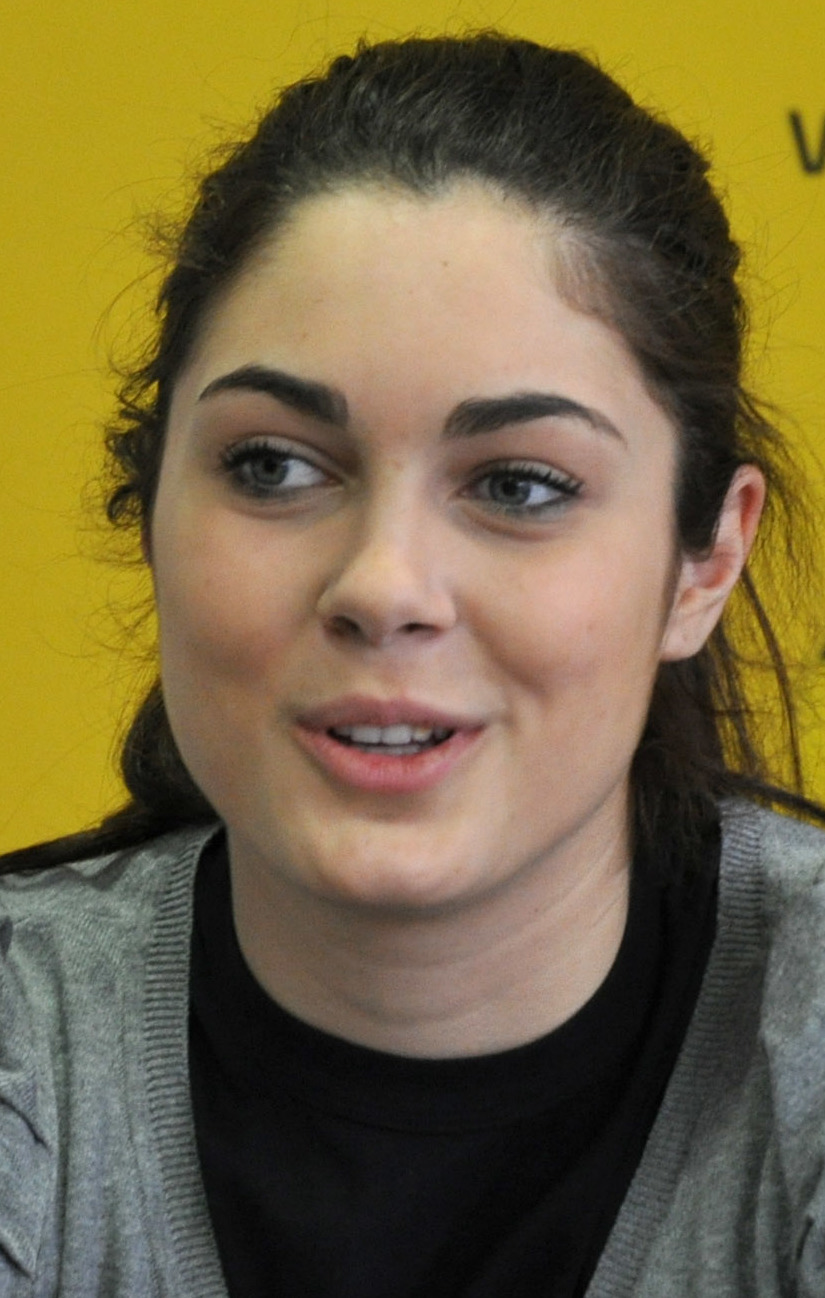
밀리차 만디치는 2012년에 +67kg급에 참가하여 세르비아의 올림픽 첫 금메달을 획득했다.

| 종목                       | 금                         | 은                                 | 동                                 |
| -------------------------- | -------------------------- | ---------------------------------- | ---------------------------------- |
| 2000 시드니 자세히         | 천중 · 중화인민공화국      | 나탈리야 이바노바 · 러시아         | 도미니크 보스허트 · 캐나다         |
| 2004 아테네 자세히         | 천중 · 중화인민공화국      | 미리암 바베렐 · 프랑스             | 아드리아나 카르모나 · 베네수엘라   |
| 2008 베이징 자세히         | 마리아 에스피노사 · 멕시코 | 니나 솔헤임 · 노르웨이             | 세라 스티븐슨 · 영국               |
| 2008 베이징 자세히         | 마리아 에스피노사 · 멕시코 | 니나 솔헤임 · 노르웨이             | 나탈리아 팔라비냐 · 브라질         |
| 2012 런던 자세히           | 밀리차 만디치 · 세르비아   | 안카롤린 그라프 · 프랑스           | 마리아 에스피노사 · 멕시코         |
| 2012 런던 자세히           | 밀리차 만디치 · 세르비아   | 안카롤린 그라프 · 프랑스           | 아나스타시야 바리시니코바 · 러시아 |
| 2016 리우데자네이루 자세히 | 정수인 · 중화인민공화국    | 마리아 에스피노사 · 멕시코         | 비앙카 워크든 · 영국               |
| 2016 리우데자네이루 자세히 | 정수인 · 중화인민공화국    | 마리아 에스피노사 · 멕시코         | 재키 갤러웨이 · 미국               |
| 2020 도쿄 자세히           | 밀리차 만디치 · 세르비아   | 이다빈 · 대한민국                  | 알테아 로랭 · 프랑스               |
| 2020 도쿄 자세히           | 밀리차 만디치 · 세르비아   | 이다빈 · 대한민국                  | 비앙카 워크든 · 영국               |
| 2024 파리 자세히           | 알테아 로랭 · 프랑스       | 스베틀라나 오시포바 · 우즈베키스탄 | 이다빈 · 대한민국                  |
| 2024 파리 자세히           | 알테아 로랭 · 프랑스       | 스베틀라나 오시포바 · 우즈베키스탄 | 나피아 쿠시 · 튀르키예             |

## 메달 집계
| 순위 | 국가                       | 금메달 | 은메달 | 동메달 | 합계 |
| ---- | -------------------------- | ------ | ------ | ------ | ---- |
| 1    | 대한민국 (KOR)             | 14     | 3      | 8      | 25   |
| 2    | 중화인민공화국 (CHN)       | 7      | 2      | 4      | 13   |
| 3    | 이란 (IRI)                 | 3      | 3      | 4      | 10   |
| 4    | 미국 (USA)                 | 3      | 2      | 6      | 11   |
| 5    | 영국 (GBR)                 | 2      | 4      | 4      | 10   |
| 6    | 멕시코 (MEX)               | 2      | 2      | 3      | 7    |
| 6    | 태국 (THA)                 | 2      | 2      | 3      | 7    |
| 8    | 세르비아 (SRB)             | 2      | 2      | 1      | 5    |
| 9    | 중화 타이베이 (TPE)        | 2      | 1      | 6      | 9    |
| 10   | 이탈리아 (ITA)             | 2      | 1      | 2      | 5    |
| 11   | 러시아 올림픽 위원회 (ROC) | 2      | 1      | 1      | 4    |
| 12   | 우즈베키스탄 (UZB)         | 2      | 1      | 0      | 3    |
| 13   | 스페인 (ESP)               | 1      | 5      | 1      | 7    |
| 14   | 프랑스 (FRA)               | 1      | 3      | 6      | 10   |
| 14   | 튀르키예 (TUR)             | 1      | 3      | 6      | 10   |
| 16   | 그리스 (GRE)               | 1      | 3      | 0      | 4    |
| 17   | 쿠바 (CUB)                 | 1      | 2      | 4      | 7    |
| 18   | 요르단 (JOR)               | 1      | 2      | 0      | 3    |
| 19   | 아제르바이잔 (AZE)         | 1      | 1      | 2      | 4    |
| 19   | 튀니지 (TUN)               | 1      | 1      | 2      | 4    |
| 21   | 오스트레일리아 (AUS)       | 1      | 1      | 0      | 2    |
| 22   | 크로아티아 (CRO)           | 1      | 0      | 5      | 5    |
| 23   | 코트디부아르 (CIV)         | 1      | 0      | 3      | 4    |
| 24   | 아르헨티나 (ARG)           | 1      | 0      | 0      | 1    |
| 24   | 헝가리 (HUN)               | 1      | 0      | 0      | 1    |
| 26   | 러시아 (RUS)               | 0      | 2      | 2      | 4    |
| 27   | 노르웨이 (NOR)             | 0      | 2      | 0      | 2    |
| 28   | 캐나다 (CAN)               | 0      | 1      | 2      | 3    |
| 29   | 독일 (GER)                 | 0      | 1      | 1      | 2    |
| 29   | 도미니카 공화국 (DOM)      | 0      | 1      | 1      | 2    |
| 31   | 가봉 (GAB)                 | 0      | 1      | 0      | 1    |
| 31   | 베트남 (VIE)               | 0      | 1      | 0      | 1    |
| 31   | 니제르 (NIG)               | 0      | 1      | 0      | 1    |
| 31   | 북마케도니아 (MKD)         | 0      | 1      | 0      | 1    |
| 35   | 이집트 (EGY)               | 0      | 0      | 4      | 4    |
| 36   | 브라질 (BRA)               | 0      | 0      | 3      | 3    |
| 37   | 아프가니스탄 (AFG)         | 0      | 0      | 2      | 2    |
| 37   | 베네수엘라 (VEN)           | 0      | 0      | 2      | 2    |
| 39   | 벨기에 (BEL)               | 0      | 0      | 1      | 1    |
| 39   | 불가리아 (BUL)             | 0      | 0      | 1      | 1    |
| 39   | 콜롬비아 (COL)             | 0      | 0      | 1      | 1    |
| 39   | 덴마크 (DEN)               | 0      | 0      | 1      | 1    |
| 39   | 카자흐스탄 (KAZ)           | 0      | 0      | 1      | 1    |
| 39   | 나이지리아 (NGR)           | 0      | 0      | 1      | 1    |
| 39   | 일본 (JPN)                 | 0      | 0      | 1      | 1    |
| 39   | 이스라엘 (ISR)             | 0      | 0      | 1      | 1    |
| 합계 | 합계                       | 56     | 56     | 96     | 208  |

| 국가                       | 1896–1996 | 00 | 04 | 08 | 12 | 16 | 20 | 24 | 합계 |
| -------------------------- | --------- | -- | -- | -- | -- | -- | -- | -- | ---- |
| 아프가니스탄 (AFG)         |           | –  | –  | 1  | 1  | -  | 2  | –  | 4    |
| 아르헨티나 (ARG)           |           | –  | –  | –  | 1  | –  | 1  | –  | 2    |
| 오스트레일리아 (AUS)       |           | 2  | –  | –  | –  | –  | 2  | –  | 4    |
| 아제르바이잔 (AZE)         |           | –  | –  | –  | –  | 3  | 3  | 1  | 7    |
| 벨기에 (BEL)               |           | –  | –  | –  | –  | –  | –  | 1  | 1    |
| 브라질 (BRA)               |           | –  | –  | 1  | –  | 1  | 2  | 1  | 5    |
| 불가리아 (BUL)             |           | –  | –  | –  | –  | –  | –  | 1  | 1    |
| 캐나다 (CAN)               |           | 1  | –  | 1  | –  | –  | 2  | 1  | 5    |
| 중화인민공화국 (CHN)       |           | 1  | 2  | 2  | 3  | 2  | 1  | 2  | 13   |
| 코트디부아르 (CIV)         |           | –  | –  | –  | –  | 2  | 1  | 1  | 4    |
| 크로아티아 (CRO)           |           | –  | –  | 2  | 1  | –  | 2  | 1  | 6    |
| 콜롬비아 (COL)             |           | –  | –  | –  | 1  | –  | 1  | –  | 2    |
| 쿠바 (CUB)                 |           | 2  | 1  | 1  | 1  | –  | 1  | 1  | 7    |
| 덴마크 (DEN)               |           | –  | –  | –  | –  | –  | –  | 1  | 1    |
| 도미니카 공화국 (DOM)      |           | –  | –  | 1  | –  | 1  | 2  | –  | 4    |
| 이집트 (EGY)               |           | –  | 1  | –  | –  | 1  | 2  | –  | 4    |
| 스페인 (ESP)               |           | 1  | –  | –  | 3  | 2  | 1  | –  | 7    |
| 프랑스 (FRA)               |           | 1  | 2  | 1  | 2  | 1  | 1  | 2  | 10   |
| 가봉 (GAB)                 |           | –  | –  | –  | 1  | –  | 1  | –  | 2    |
| 독일 (GER)                 |           | 1  | –  | –  | 1  | -  | 2  | –  | 3    |
| 영국 (GBR)                 |           | –  | –  | 1  | 2  | 3  | 3  | 1  | 10   |
| 그리스 (GRE)               |           | 1  | 2  | 1  | –  | –  | 4  | –  | 8    |
| 헝가리 (HUN)               |           | –  | –  | –  | –  | –  | –  | 1  | 1    |
| 이란 (IRI)                 |           | 1  | 2  | 1  | 1  | 1  | 6  | 4  | 16   |
| 이스라엘 (ISR)             |           | –  | –  | –  | –  | –  | 1  | –  | 1    |
| 이탈리아 (ITA)             |           | –  | –  | 1  | 2  | -  | 1  | 1  | 5    |
| 일본 (JPN)                 |           | 1  | –  | –  | –  | -  | 1  | –  | 2    |
| 요르단 (JOR)               |           | -  | –  | –  | –  | 1  | 1  | 1  | 3    |
| 카자흐스탄 (KAZ)           |           | –  | –  | 1  | –  | –  | 1  | –  | 2    |
| 대한민국 (KOR)             |           | 4  | 4  | 4  | 2  | 5  | 3  | 3  | 25   |
| 멕시코 (MEX)               |           | 1  | 2  | 2  | 1  | 1  | 7  | –  | 14   |
| 북마케도니아 (MKD)         |           | –  | –  | –  | –  | –  | 1  | –  | 2    |
| 니제르 (NIG)               |           | –  | –  | –  | –  | 1  | 1  | –  | 2    |
| 나이지리아 (NGR)           |           | –  | –  | 1  | –  | –  | 1  | –  | 2    |
| 노르웨이 (NOR)             |           | 1  | –  | 1  | –  | –  | 2  | –  | 3    |
| 러시아 올림픽 위원회 (ROC) |           | –  | –  | –  | –  | –  | 4  | -  | 4    |
| 러시아 (RUS)               |           | 1  | –  | –  | 2  | 1  | 4  | –  | 8    |
| 세르비아 (SRB)             |           | –  | –  | –  | 1  | 1  | 2  | 1  | 5    |
| 중화 타이베이 (TPE)        |           | 2  | 3  | 2  | 1  | -  | 1  | –  | 9    |
| 태국 (THA)                 |           | –  | 1  | 1  | 1  | 2  | 1  | 1  | 8    |
| 튀니지 (TUN)               |           | –  | –  | –  | –  | –  | 1  | 2  | 3    |
| 튀르키예 (TUR)             |           | –  | 2  | 2  | 2  | 1  | 2  | 1  | 10   |
| 미국 (USA)                 |           | 1  | 2  | 3  | 2  | 1  | 1  | 1  | 11   |
| 우즈베키스탄 (UZB)         |           | –  | –  | –  | –  | –  | 1  | 2  | 3    |
| 베네수엘라 (VEN)           |           | –  | 1  | 1  | –  | –  | 2  | –  | 4    |
| 베트남 (VIE)               |           | 1  | –  | –  | –  | –  | 1  | –  | 2    |

## 선수별 메달 순위
다음은 2개 이상의 메달을 획득한 선수의 목록이다.
| 선수                      | 국적                 | 성별 | 출전 년도 | 금 | 은 | 동 | 합계 |
| ------------------------- | -------------------- | ---- | --------- | -- | -- | -- | ---- |
| 하디 사에이               | 이란 (IRI)           | 남자 | 2000–2008 | 2  | 0  | 1  | 3    |
| 스티븐 로페스             | 미국 (USA)           | 남자 | 2000–2008 | 2  | 0  | 1  | 3    |
| 황경선                    | 대한민국 (KOR)       | 여자 | 2004–2012 | 2  | 0  | 1  | 3    |
| 천중                      | 중화인민공화국 (CHN) | 여자 | 2000–2004 | 2  | 0  | 0  | 2    |
| 우징위                    | 중화인민공화국 (CHN) | 여자 | 2008–2012 | 2  | 0  | 0  | 2    |
| 제이드 존스               | 영국 (GBR)           | 여자 | 2012–2016 | 2  | 0  | 0  | 2    |
| 밀리차 만디치             | 세르비아 (SRB)       | 여자 | 2012–2020 | 2  | 0  | 0  | 2    |
| 마리아 에스피노사         | 멕시코 (MEX)         | 여자 | 2008–2016 | 1  | 1  | 1  | 3    |
| 주무옌                    | 중화 타이베이 (TPE)  | 남자 | 2004–2008 | 1  | 0  | 1  | 2    |
| 자오솨이                  | 중화인민공화국 (CHN) | 남자 | 2016–2020 | 1  | 0  | 1  | 2    |
| 세르베트 타제귈           | 튀르키예 (TUR)       | 남자 | 2008–2012 | 1  | 0  | 1  | 2    |
| 차동민                    | 대한민국 (KOR)       | 남자 | 2008–2016 | 1  | 0  | 1  | 2    |
| 호엘 곤살레스             | 스페인 (ESP)         | 남자 | 2012–2016 | 1  | 0  | 1  | 2    |
| 알렉산드로스 니콜라이디스 | 그리스 (GRE)         | 남자 | 2004–2008 | 0  | 2  | 0  | 2    |
| 황즈슝                    | 중화 타이베이 (TPE)  | 남자 | 2000–2004 | 0  | 1  | 1  | 2    |
| 티야나 보그다노비치       | 세르비아 (SRB)       | 여자 | 2016–2020 | 0  | 1  | 1  | 2    |
| 마우로 사르미엔토         | 이탈리아 (ITA)       | 남자 | 2008–2012 | 0  | 1  | 1  | 2    |
| 알렉세이 데니센코         | 러시아 (RUS)         | 남자 | 2012–2016 | 0  | 1  | 1  | 2    |
| 이대훈                    | 대한민국 (KOR)       | 남자 | 2012–2016 | 0  | 1  | 1  | 2    |
| 루탈로 무함마드           | 영국 (GBR)           | 남자 | 2012–2016 | 0  | 1  | 1  | 2    |
| 누르 타타르               | 튀르키예 (TUR)       | 여자 | 2012–2016 | 0  | 1  | 1  | 2    |
| 파스칼 장틸               | 프랑스 (FRA)         | 남자 | 2000–2004 | 0  | 0  | 2  | 2    |
| 로훌라 니크파이           | 아프가니스탄 (AFG)   | 남자 | 2008–2012 | 0  | 0  | 2  | 2    |
| 뤼트 그바그비             | 코트디부아르 (CIV)   | 여자 | 2016–2020 | 0  | 0  | 2  | 2    |
| 비앙카 워크든             | 영국 (GBR)           | 여자 | 2016–2020 | 0  | 0  | 2  | 2    |

## 같이 보기
- 세계 태권도 선수권 대회
- 올림픽 메달리스트 목록

## 참조
1. 1 2 3  “태권도”. 국제 올림픽 위원회.
2. ↑  “'올림픽 데뷔 20주년' 태권도의 날, 바흐 IOC 위원장 축전 보내”. TV조선. 2020년 9월 4일. 2020년 9월 8일에 확인함.
3. ↑  (영어)“Taekwondo Equipment and History”. International Olympic Committee. 2012년 6월 21일에 확인함.
4. ↑  “<태권도> 시드니올림픽에 1백명 출전”. 연합뉴스. 1997년 7월 7일. 2020년 7월 10일에 확인함.
5. ↑  “[테니스] 올림픽 태권도, 만점짜리 볼거리”. 국민일보. 2000년 6월 9일. 2020년 7월 10일에 확인함.
6. ↑  “<리우 알고봅시다> ⑦ 태권도”. 연합뉴스. 2016년 7월 12일. 2020년 7월 10일에 확인함.
7. ↑  (영어)“Competition Rules”. Beijing Organizing Committee for the Olympic Games. 2008년 8월 24일에 원본 문서에서 보존된 문서. 2012년 6월 22일에 확인함.
8. ↑  (영어)“Taekwondo Competition Format”. 《NBC Olympics》. NBC Universal. 2018년 6월 18일에 원본 문서에서 보존된 문서. 2012년 6월 22일에 확인함.
9. ↑  (영어)“Competition Format”. Beijing Organizing Committee for the Olympic Games. 2008년 8월 24일에 원본 문서에서 보존된 문서. 2012년 6월 22일에 확인함.
10. 1 2  Kubatko, Justin. “Hadi Saei”. 《Olympics at Sports-Reference.com》. Sports Reference, LLC. 2020년 4월 18일에 원본 문서에서 보존된 문서. 2012년 6월 21일에 확인함.
11. ↑  Kubatko, Justin. “Steven Lopez”. 《Olympics at Sports-Reference.com》. Sports Reference, LLC. 2020년 4월 18일에 원본 문서에서 보존된 문서. 2012년 6월 21일에 확인함.
12. ↑  Kubatko, Justin. “Chi Shu-Ju”. 《Olympics at Sports-Reference.com》. Sports Reference, LLC. 2020년 4월 18일에 원본 문서에서 보존된 문서. 2012년 6월 22일에 확인함.
13. ↑  권성근 (2018년 9월 9일). “美 태권도 가문 몰락…스티븐 로페스 성폭행 혐의 영구제명”. 뉴시스. 2020년 7월 10일에 확인함.
14. ↑  “[리우 초점] 올림픽 약소국에 첫 메달 선물해준 태권도”. 엑스포츠뉴스. 2016년 8월 20일. 2020년 9월 25일에 확인함.
15. 1 2  (영어)“Medal first for Vietnam”. 《BBC Sport Online》. 2000년 9월 28일. 2008년 8월 10일에 확인함.
16. 1 2  Doucet, Lyse (2010년 11월 3일). “Rohullah Nikpai fighting fit for Afghanistan”. 《BBC Sport》. BBC. 2012년 6월 22일에 확인함.
17. 1 2  “특별다큐 가봉의 기적… 안소니 오바메의 올림픽 첫 메달”. MOOKAS. 2012년 8월 20일. 2012년 9월 28일에 확인함.
18. 1 2 3  장환수 기자 (2004년 8월 27일). “태권도 우승 대만 천스신 국기-국가 없는 올림픽金”. 동아일보. 2016년 3월 4일에 원본 문서에서 보존된 문서. 2012년 8월 14일에 확인함.
19. 1 2  “Cisse's last-second kick delivers gold for Ivory Coast”. Reuters. 2016년 8월 20일에 확인함.
20. ↑  “Ahmad Abughaush”. 《rio2016.com》. 2016년 8월 19일에 원본 문서에서 보존된 문서. 2016년 8월 20일에 확인함.
21. ↑  Pai proibiu atleta do país mais pobre do mundo de lutar, mas ele foi e levou medalha no Rio-16, ESPN Brasil (포르투갈어)
22. ↑  천경석 (2024년 8월 9일). “한국인 감독에 큰절…‘태권도 금’ 타이 역사상 첫 올림픽 2연패”. 한겨레. 2024년 8월 13일에 확인함.
23. ↑  주형식 기자 (2020년 1월 14일). “"여자가 다리 쭉쭉 뻗는 게 금기? 이란 떠나겠다"”. 조선일보. 2020년 9월 25일에 확인함.
24. ↑  이의진 (2024년 8월 9일). “[올림픽] 이란→난민→불가리아…태권도 알리자데 '여성의 자유'를 외치다”. 연합뉴스. 2024년 8월 13일에 확인함.
25. 1 2 3 4 5 6 7 8 9 10 11 12 13  "2000 Summer Olympics – Sydney, Australia – Taekwondo" 보관됨 2008-08-23 - 웨이백 머신 databaseOlympics.com (Retrieved on April 6, 2008)
26. 1 2 3 4 5  “-올림픽-<오늘의 전적> (26일 최종)”. 연합뉴스. 2000년 9월 27일. 2020년 7월 9일에 확인함.
27. 1 2 3 4 5 6 7 8 9 10 11 12 13 14 15 16 17 18  "2004 Summer Olympics – Athens, Greece – Taekwondo" 보관됨 2008-08-18 - 웨이백 머신 databaseOlympics.com (Retrieved on April 22, 2008)
28. 1 2 3 4 5 6 7  “-올림픽-<20일 전적>”. 연합뉴스. 2008년 8월 20일. 2020년 8월 19일에 확인함.
29. 1 2 3 4 5 6 7 8  “-올림픽-<8일 전적>”. 연합뉴스. 2012년 8월 9일. 2020년 7월 9일에 확인함.
30. 1 2 3 4 5 6 7 8  (영어)“Olympic Taekwondo 2016: Medal Winners, Scores and Results After Wednesday”. bleacherreport. 2016년 8월 18일. 2020년 7월 10일에 확인함.
31. 1 2 3 4 5  “-올림픽-<오늘의 전적> (28일 최종)”. 연합뉴스. 2016년 9월 28일. 2020년 7월 10일에 확인함.
32. 1 2 3  “태권도 첫 금”. MBN. 2004년 8월 28일. 2020년 7월 13일에 확인함.
33. 1 2 3 4 5 6 7 8  “-올림픽-<21일 전적>”. 연합뉴스. 2008년 8월 22일. 2020년 7월 9일에 확인함.
34. 1 2 3 4 5 6 7 8  “-올림픽-<9일 전적>”. 연합뉴스. 2012년 8월 10일. 2020년 7월 9일에 확인함.
35. 1 2 3 4 5 6 7 8  (영어)“Olympic Taekwondo 2016: Medal Winners, Scores and Results After Thursday”. bleacherreport. 2016년 8월 19일. 2020년 7월 10일에 확인함.
36. 1 2 3 4 5 6 7 8  “-올림픽-<22일 전적>”. 연합뉴스. 2008년 8월 22일. 2008년 8월 22일에 확인함.
37. 1 2 3 4 5 6 7 8  “-올림픽-<10일 전적>”. 연합뉴스. 2012년 8월 11일. 2020년 7월 9일에 확인함.
38. 1 2 3 4 5 6 7  (영어)“Olympic Taekwondo 2016: Medal Winners, Scores and Results After Friday”. bleacherreport. 2016년 8월 20일. 2020년 7월 10일에 확인함.
39. 1 2 3 4 5 6 7 8  “-올림픽-<23일 전적>”. 연합뉴스. 2008년 8월 24일. 2020년 7월 9일에 확인함.
40. 1 2 3 4 5 6 7  “-올림픽-<11일 전적>”. 연합뉴스. 2012년 8월 11일. 2020년 7월 9일에 확인함.
41. 1 2 3 4 5 6 7 8  (영어)“Olympic Taekwondo 2016: Medal Winners, Scores and Results After Saturday”. bleacherreport. 2016년 8월 21일. 2020년 7월 10일에 확인함.
42. ↑  “낭랑18세’ 황경선(서울체고) 올림픽 동메달 획득!”. MOOKAS. 2004년 8월 29일. 2017년 3월 16일에 원본 문서에서 보존된 문서. 2020년 7월 13일에 확인함.